# Marlon Acácio

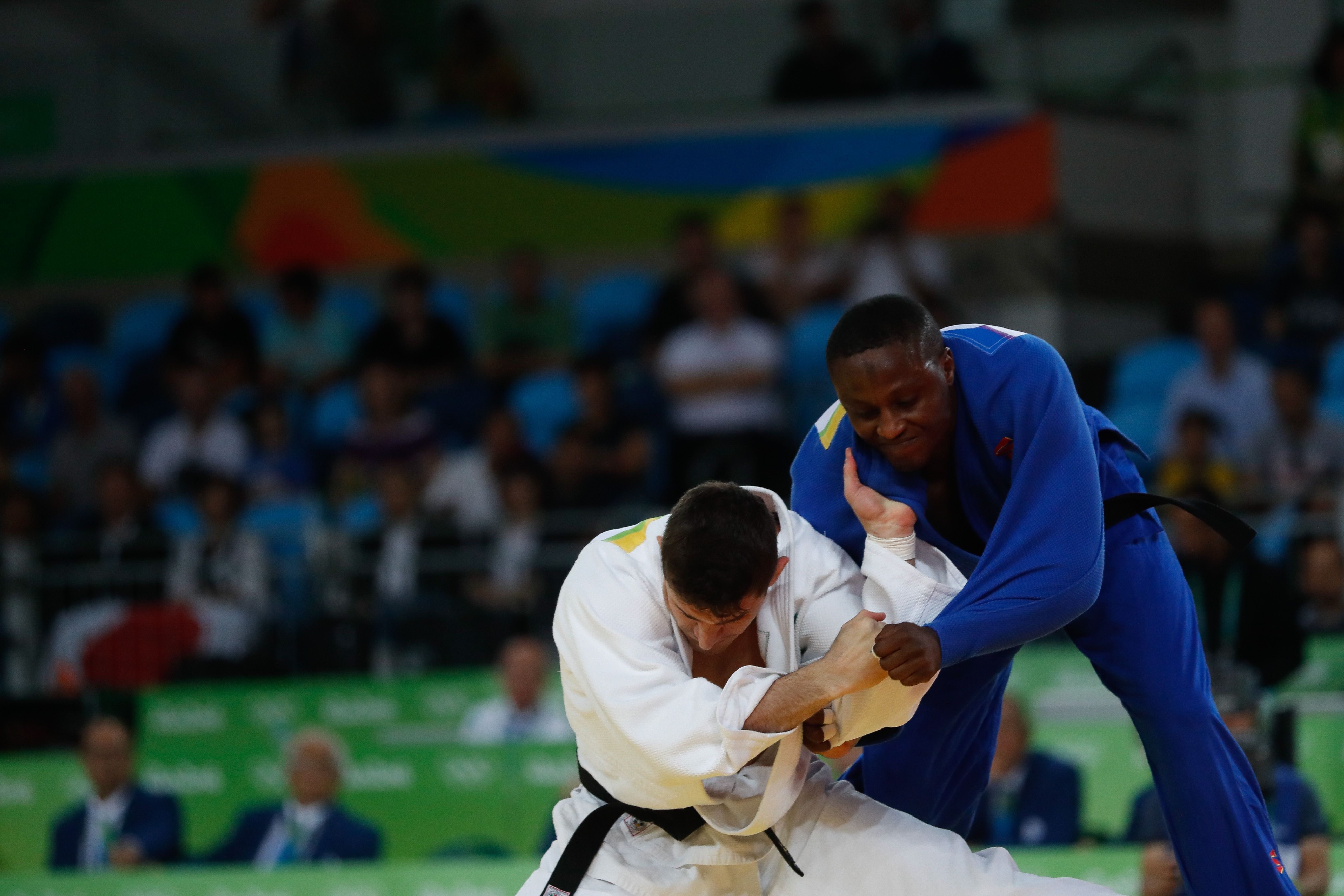
Marlon Acácio (im blauen Judogi) im Kampf gegen Victor Penalber während der Olympischen Spiele 2016

Marlon Acácio (* 9. Juli 1982 in Mosambik) ist ein mosambikanischer Judoka.
Acácio gewann bei den Open-Judo-Spielen 2015 auf Mauritius in der Gewichtsklasse bis 81 kg die Bronze-Medaille. Bei der Open Argentina 2015 errang er den fünften Platz, bei den afrikanischen Meisterschaften 2014, 2015 und 2016 den fünften bzw. siebten Platz.
Acácio nahm als einziger mosambikanischer Judoka an den Olympischen Spielen 2016 in Rio de Janeiro teilt. Er qualifizierte sich für die Spiele über seine Kampf-Gesamtpunktzahl im afrikanischen Ranking – er war der beste mosambikanische und afrikanische Judoka. Sein Training für die Olympischen Spiele absolvierte Acácio in Kroatien.
Trotz der Hoffnung des mosambikanischen Judo-Verbandes auf eine Medaille verlor Acácio in der Gewichtsklasse bis 81 kg gegen den brasilianischen Judoka Victor Penalber und schied somit direkt aus dem Turnier aus. Der Kampf dauerte gut 2 Minuten, Penalber gewann mit zwei Waza-ari.